# اولیوو (شهرستان بورایفسکی، باشقیرستان)
اولیوو (انگلیسی: Uleyevo, Burayevsky District, Republic of Bashkortostan) یک شهرک در شهرستان بورایفسکی باشقیرستان کشور روسیه است.